# Дзюба Марія Василівна
Марія Василівна Дзюба (нар. 12 серпня 1961, село Гвізд, Івано-Франківська область) — українська письменниця, поетеса і художниця, член Національної спілки письменників України, голова літературно-мистецького об’єднання імені Тараса Мельничука. Лауреат літературної премії імені В. Стефаника.

## Життєпис
Народилася 12 серпня 1961 року в селі Гвізд Надвірнянського району Івано-Франківської області. Закінчила філологічний факультет Прикарпатського університету імені Василя Стефаника. 
Більшість книг Марії Дзюби видані Івано-Франківським підприємцем і книговидавцем, власником книгарні «Софія» Юрієм Височанським й виходять друком у літературній серії «Українська екзотика».
З 1977 по 2007 роки набула досвіду з різних професій. Працювала фільмоперевірницею 1 категорії в кіномережі; друкаркою в нафтогазовидобувному
управлінні; літературним редактором у видавництві «Тіповіт»; консультантом з ідеологічних
питань політичної партії «Наша Україна»; з 2008 року займається суто творчою діяльністю на
ниві літератури та живопису. В творчому доробку має п’ять виданих романів та дві збірки
поезій. 
Найбільш відомий роман «Укриті небом» став бестселером та перевидавався п’ять разів. За
творами Марії Дзюби чимало студентів захистили свої дисертації, а старшокласники шкіл та
ліцеїсти – науково-дослідницькі роботи в Малій Академії Наук України.
Мала кілька художніх виставок в Україні та одну в Польщі. За обдаруванням – портретист.
Чимало художніх робіт Марії Дзюби є в приватних колекціях України та кілька в Польщі.

## Твори
Книжки поезій:
- На перехресті почуттів
- Світлотіні для відважних

Романи:
- Укриті небом
- Ранець для крил
- Музейна баба
- БісеріАда або п'ять грамів душі
- Писане серце